# Angelo Masina
Angelo Masini, talvolta indicato come Angelo Masina (Bologna, 24 settembre 1815 – Roma, 3 giugno 1849), è stato un militare e patriota italiano.
Prese parte ai moti del 1831 in Romagna, dopo aver combattuto in Spagna fece ritorno in Italia nel 1848 nei cacciatori dell'Alto Reno con cui combatté in Veneto.
Verso la seconda metà del 1848 durante i combattimenti nei pressi di Bologna a capo della sua formazione di Lancieri della morte conobbe Garibaldi e lo seguì a difesa della Repubblica Romana. Morì a Roma durante i combattimenti del 3 giugno 1849 durante l'assalto al Casino dei Quattro Venti.
Sulla tomba di famiglia nella Sala del Colombario della Certosa di Bologna è collocato un suo busto, opera di Giuseppe Pacchioni.
Gli è intitolata una via a Bologna.